# Vi claret
El vi claret és un vi elaborat de forma similar al vi negre, realitzant la fermentació parcial de raïms negres i blancs, de forma que s'obté un vi amb poc color.
Durant uns anys, i en especial a La Rioja, es van anomenar i etiquetar com a clarets als vins negres de criança o reserva que a causa de l'envelliment havien perdut part del seu color. Actualment ja no s'etiqueten així.
En alguns llocs s'anomenen clarets als vins rosats malgrat que aquests s'elaboren de forma diferent.